# Walter Frye
Walter Frye († um 1474) war ein englischer Komponist der frühen Renaissance.

## Leben
Nichts bestimmtes ist über sein Leben bekannt. Möglicherweise ist er mit einem Walter Cantor identisch, der zwischen 1443 und 1466 an der Ely Cathedral wirkte, und er kann jener Walter Frye gewesen sein, der den London Parish Clerks im Jahre 1456 beitrat. Er mag auch der Walter Frye gewesen sein, der im Jahr 1474 in Canterbury ein Testament hinterlassen hat.

## Musik
Der überwiegende Teil von Fryes Musik ist in Handschriften des europäischen Festlands überliefert, was zu der These führte, dass er viel Zeit dort verbracht habe, doch stehen seine Werke anderen englischen Komponisten (wie John Dunstable oder John Hothby) stilistisch näher als der Musik der burgundischen Schule, der bemerkenswertesten zeitgenössischen Bewegung auf dem Kontinent. Ein Grund, der manchmal für das Überleben seiner Musik in Quellen des Kontinents angeführt wird, ist, dass die wenigen erhaltenen englischen Handschriften aus dem 15. Jahrhundert selten die Namen der Komponisten erwähnen, weswegen ein guter Teil seiner Musik schlicht anonym überliefert sein kann. Nur wenig englische Musik der Epoche ist erhalten geblieben, weil das meiste während der Auflösung der englischen Klöster, die Heinrich VIII. zwischen 1536 und 1540 durchführen ließ, zerstört wurde.
Frye komponierte Messen, Motetten und Lieder, darunter Balladen und ein einzelnes Rondeau. Alle seine überlebenden Werke sind Vokalmusik, und seine bekannteste Komposition ist ein Ave Regina, eine Motette, die, ungewöhnlich genug, auf drei zeitgenössischen Gemälden erscheint, sogar mit Noten. Einige seiner kürzeren Stücke erwarben außerordentlichen Ruhm in weit entfernten Ländern wie zum Beispiel Italien, Süddeutschland, Böhmen und dem heutigen Österreich, darunter das Rondeau Tout a Par Moy und die Ballade So ys emprentid. Diese Lieder wurden oft kopiert, neu arrangiert und plagiiert, und erscheinen in zahlreichen Sammlungen in verschiedenen Formen.
Fryes historisch wichtigste Beiträge waren jedoch seine Messen, denn sie beeinflussten die Musik von Jacob Obrecht und Antoine Busnoys. Fryes Stil in seinen Messen war typisch für englische Musik seiner Zeit, die Contenance Angloise mit vollem dreiklangbasiertem Klangbild und gelegentlich eingesetzten isorhythmischen Techniken. Er kontrastiert Texturen in vollem vierstimmigen Satz mit Passagen für nur zwei Stimmen, was ein charakteristischer Klang für die Polyphonie des späten 15. und des frühen 16. Jahrhunderts werden sollte. Drei seiner Messen sind mehr oder weniger vollständig überliefert: die vierstimmige Missa Flos Regalis, Missa Nobilis et Pulchra (dreistimmig) und die Missa Summe Trinitati (ebenfalls dreistimmig).